# ショピン
ショピン（chopiiin）は日本のバンドである。アコースティック楽器に加え、ガラクタのような手作り楽器、玩具などを使い、トラッド・カントリー調の少し古風な歌詞と素直な歌声で紡がれた音楽を特徴としている。

## 来歴
2006年にリーダーであるタカハシペチカが出演した音楽イベントで野々歩と知り合い意気投合、田中馨も参加し結成された。2008年6月1stアルバム発売。同年7月にはフジ・ロック・フェスティバル出演。
都内のライブハウスを中心に、カフェやアート・スペース等でのライブ・公演や、落語との共演、子供向けのワークショップ、チャリティーライブなど地域に密着したイベントにも積極的に参加し、日本各地で活動している。
2011年にドラマーの内田武瑠が正式加入した。

## メンバー
- タカハシペチカ - ギター・ボーカル他、リーダー
ほとんどの楽曲の作詞・作曲を手掛けていて、古風な言い回しや一時の情景をおとぎの話の様に語り継いで行く、ショピン独特の世界観を担っている。
- 野々歩 （ののほ、1983年7月12日 - ）- ボーカル他
- 田中馨 （たなか けい、1981年3月29日 - ） - ベース他
- 内田武瑠 （うちだ たける、1980年2月12日 - ） - ドラム・パーカッション他
元Good Dog Happy Men、現BURGER NUDSのドラム担当。2009年ショピンの2ndアルバム『はしょられた物語』にて サポート・ドラマーとして参加。2011年に正式加入した。ペチカが別に主催しているバンド「ヒネモス」にも参加している。

## ディスコグラフィー

### アルバム
1. ユーテンジェルクの缶詰工場（2008年6月22日）
アメンボとおひさま / 日曜日のおひさま / 三角食べ / スナップ / 虫の居所 / ノスタルジア / チャッピーと貴婦人 / 田園都市にまひるどき / おばあさんによる円舞曲 / ベルトコンベヤの伸縮運動 / ラミネートの雲 / 永遠のような束の間 / 缶詰工場
2. はしょられた物語（2009年10月13日）
地球のせい / 春は窓の外 / 乗客一同 / くじらが浮かぶ日 / チェリーボンボン / ナナシ / まどり / 目玉焼き / はしょられた物語 / 丘の上で会いませう / I LOVE MY SHIRTS
3. 猫のいる音楽（2014年3月12日）
足下を見る / 夏のはじまりの日 / ネルコ / 遅かれ早かれ / 花の下の人々 / 三日月の瞳の猫 / 楽器の弾き方 / ビーフストロガノフ / 家猫 / オータムさん / 笑う月 / 上の空 / 三々五々
「みんなのうた」2014年2･3月放送曲｢ビーフストロガノフ｣収録。

### ミニアルバム
1. 春のソノタ（2011年4月20日）※エンハンスドCD
日時計 / ミクロコスモス / ズンバ / 春の宴 / 夜道の手袋 / 早春賊 / シンシアリー
「ズンバ」は テレビ神奈川 「音楽缶♯」2011年5月度 オープニング＆エンディングテーマ。同曲のMVを含む特典映像を収録。
2. 花の下の人々（2012年5月23日）※CD＋DVD
花の下の人々 / 春はあけぼの / グリーンピース
DVDには2011年6月に行われた単独ライヴ映像を中心とした映像作品を50分程度収録。

### シングル
1. マロのさんぽ（2012年5月23日） NHK教育テレビ（Eテレ）アニメ「おじゃる丸」第15シリーズ エンディング・テーマ。
マロのさんぽ（フルバージョン）/ マロのさんぽ（テレビバージョン）/ マロのさんぽ（声優バージョン）/ マロのさんぽ（カラオケバージョン）

### その他
- グッドラックヘイワ「Patch Work」（2008年1月9日）
ショピンとして1曲演奏参加。
- V.A.『Play for Japan vol.2』（2011年3月17日〜2011年6月16日限定配信）東北地方太平洋沖地震の救済支援コンピレーションアルバム。
  - 2. くじらが浮かぶ日
- Net Audio Vol.2 - 季刊オーディオアクセサリー特別増刊 付録楽曲（2011年4月21日）
  - 6. 夜道の手袋

## 楽曲提供

### TV
- ビーフストロガノフ (日本放送協会（NHK）「みんなのうた」2014年2･3月放送曲)
  - うた：ショピン　作詞作曲：タカハシ ペチカ　編曲：ショピン　映像：イラスト：川島明　アニメ：大橋弘典
- いちにっ!せーの!(日本放送協会（NHK）「いないいないばあっ!」2025年1月の新曲)[1]
  - 作詞：もりちよこ 作曲：タカハシペチカ うた：ワンワン、おうちゃん、ぽぅぽ[1]

### 映画
- 劇場版　おかっぱちゃん旅に出る（2010年公開）
  - メンバー共通の友人でもある、イラストレーター boojil 原作・主演映画。主題歌に「チェリーボンボン」が使用されている。

### CM
- 資生堂「マジョリカマジョルカ」 公式サイトBGM（2012年10月)

### インタラクティブ電子絵本
- 「マルコと小さな兄弟」(2011年12月22日) -iPadアプリ。
  - 作：ひだかきょうこ　音楽：ショピン　朗読：野々歩